# Зиняки
Зиняки — село в Городецком районе Нижегородской области России. Административный центр Зиняковского сельсовета. Первое упоминание о селе — 1662 год (как деревня Зиняково).
Население — 1041 человек (по данным переписи 2010 года).

## География
Расположена в 26 километрах от Нижнего Новгорода и в 25 километрах от районного центра, Городца.

## История
Первое упоминание деревни Зиняково относится к 1662 году. С тех пор первоначальное название деревни является одной из её форм, часто упоминаемых среди жителей пожилого возраста. Официальное название деревня получила после Октябрьской революции.
В начале XX века в деревне была построена церковь Алексия, митрополита Московского. Церковь служила духовным центром села, а также окрестных деревень, прикреплённых к её приходу.
В 1929 году село вошло в состав Балахнинского района.
В ходе реформ Хрущёва несколько десятков деревень, расположенных рядом с Зиняками, были признаны бесперспективными, в результате чего жители этих деревень массово переселялись в Зиняки. В селе было построено несколько десятков двухэтажных домов, здание школы, больница, дом культуры.
Сегодня село является центром сельсовета, куда, помимо Зиняков, входят Зарубино, Воронино и ещё почти 100 населённых пунктов.

## Социальная сфера
В селе действует основная общеобразовательная школа, больница, дом культуры.

## Транспорт
Село расположено вблизи пересечения дорог регионального значения Городец — Кантаурово и Зиняки — Зарубино — Толоконцево.
Село связано автобусным сообщением с Городцом и Нижним Новгородом.